# 平太阳
平太阳或假太阳是一个假想的天体，它每年和真太阳同时从春分点出发，在天赤道上从西向东匀速运行，这个速度相当于真太阳在黄道上运行的平均速度，最后和真太阳同时回到春分点。
平太阳是美国天文学家纽康提出来的，主要是为了得到一个均匀适用的日常时间。
平太阳日是經由觀察太陽相對於恆星的周日運動，所獲得的平均太陽時，經由人為的調整而顯示在時鐘上的時間。

## 参看
- 太阳日
- 會合日
- 真太阳